# Chu Suiliang
Chu Suiliang (褚遂良) (597 — 658), ou Dengshan (登善), formalmente Duque de Henan (河南公), foi um chanceler da dinastia chinesa Tang, durante os reinados do Imperador Taizong e do Imperador Gaozong. Tornou-se homem de confiança do Imperador Taizong perto do fim do seu reinado e foi incumbido de servir como historiador imperial e de providenciar conselhos honestos. Com a morte do imperador, Chu foi encarregado da assistência ao Imperador Gaozong juntamente com o tio do Imperador Gaozong, Zhangsun Wuji.
Opôs-se à substituição da primeira esposa do Imperador Gaozong, a Imperatriz Wang, pela Imperatriz Wu (mais tarde conhecida como Wu Zetian), o que lhe valeu despromoções.
Faleceu no exílio, em 658.